# Gia đình là số một (phần 3)
 Gia đình là số một (phần 3)  (tiếng Hàn: 하이킥! 짧은 다리의 역습) là một bộ phim hài của Hàn Quốc được phát sóng vào trong khoảng thời gian từ 2011-2012. Nội dung câu chuyện là xoay quanh cuộc sống của gia đình Ahn Nae Sang và nhà hàng xóm láng giềng Park Ha Sun. Là phần cuối cùng của series phim đình đám High Kick tuy nhiên bộ phim không nối tiếp được thành công của hai phần trước đó.

## Nhà Ahn Nae Sang
- Ahn Nae Sang

Người đứng đầu của gia đình Ahn. Ông bị lừa một khoản tiền lớn bởi một người bạn thân. Kết quả là, công ty của ông đã phá sản, và ông tiếp tục chạy trốn khỏi các chủ nợ của mình. Ông thường xuyên cãi nhau với vợ, mặc dù họ có mối quan hệ rất tốt. Ông rất yêu quý 2 đứa con của mình và đặc biệt rất yêu con gái của ông là Ahn Soo Jung (hay Krystal). Cuối phim ông khá thành công.
- Yoon Yoo Sun

Vợ Ahn Nae Sang. Cô bị mãn kinh sớm do quá căng thẳng vì công ty chồng mình bị phá sản. Cô thường xuyên cãi nhau với chồng vì chồng hay chọc tức cô. Cô là một người vợ đảm đang và mạnh mẽ.
- Yoon Kye Sang

Em trai của Yoon Yoo Sun. Anh là một bác sĩ tại một trung tâm y tế cộng đồng địa phương. Anh là người vui vẻ và tốt bụng, nhưng đôi khi trì trệ về cảm xúc của người khác. Anh có nụ cười rất đẹp nên được Kim Ji Won gọi là "Nụ cười thiên thần" và có cảm tình với anh. Là một bác sĩ tốt, biết quan tâm đến mọi người, luôn khám và chữa bệnh miễn phí cho các bệnh nhân nghèo tuy vậy anh cũng khá cứng đầu. Anh muốn sang Rwanda để làm từ thiện. 
- Yoon Ji Suk

Em trai của Yoon Yoo Sun và Yoon Kye Sang. Anh là một giáo viên thể dục tại trường trung học mà Jongsuk và Soo Jung đang theo học. Anh hay bốc đồng và nổi nóng. Anh tỏ tình cô ha-sun ở cuối tập 67 khi giao thừa năm 2012
- Ahn Jong Suk

Con trai của Ahn Nae Sang và Yoon Yoo Sun. Anh là một cầu thủ khúc côn cầu nổi tiếng ở trường học cũ của mình. Anh đã gặp khó khăn về chuyện học ở ngôi trường mới mà mình đang theo học. Sau đó, anh nhờ Kim Ji Won làm gia sư cho anh và Kim Ji Won hay gọi anh là tiền bối. Anh dần có tình cảm với Kim Ji Won. Anh thường xuyên cãi nhau với cô em gái bướng bỉnh của mình là Ahn Soo Jung. Cuối phim anh chuyển sang học nội trú và quyết tâm thi vào trường đại học heamin.
- Ahn Soo Jung

Con gái của Ahn Nae Sang và Yoon Yoo Sun. Em gái của Ahn Jong Suk. Cô ấy là một du học sinh tại Los Angeles, nhưng đột nhiên phải trở về nhà vì công ty của ba cô bị phá sản. Cô lạnh lùng và bướng bỉnh, hay nghĩ ra những trò đùa để chọc ghẹo anh mình, Cô hay gọi anh trai của mình là đồ khùng. Mặc dù vậy nhưng cô rất quan tâm và yêu thương đến những người xung quanh mình, đặc biệt là cha cô.

## Nhà Kim Ji Won
- Park Ha Sun

Giáo viên dạy Ngữ văn tại trường trung học mà Jongsuk và Soojung đang theo học. Cô là người quá tử tế và hiền lành khi quản lý học sinh của mình. Sau này cô trở thành bạn gái của thầy giáo thể dục Yoon Ji Suk ( Cô chính thức đồng ý ở tập 80 ). Tập 122 cô bay sang mỹ với gia đình. Anh ji-suk tưởng cô không quay về nữa nhưng cô đã về sau 67 ngày xa cách.
- Kim Ji Won

Em họ của Park Ha Sun. Cha mẹ của cô đều đã qua đời tại Hàn Quốc. Cô sử dụng một điện thoại di động lỗi thời vì nó có chứa tất cả các thông điệp và hình ảnh của cha cô gửi cho cô ấy. Cô là học sinh giỏi và rất có năng khiếu,. Cô thích đi xe máy của mình mặc dù Park Ha Sun và Yoon Kye Sang không đồng ý vì cô mắc bệnh ngủ nhanh. Cô là chủ ngôi nhà mà Park Ha Sun, Baek Jin Hee và Julien Kang đang sống. Cô rất thích bác sĩ Yoon Kye Sang và muốn theo anh đến Rwanda nhưng sau cùng vào mấy tập gần cuối cô quyết định không đi nữa. Vào 1 hôm đang trên lớp Cô quyết định bỏ học để làm việc mình thích sau khi đọc lá thư mà kye-sang gửi ở tập cuối.
- Baek Jin Hee

Cô bị thất nghiệp lâu dài và không có tiền đóng tiền nhà nên buộc phải rời khỏi ký túc xá và cô đã chuyển đến nhà Kim Ji Won. Cô nợ một khoản tiền rất lớn về chuyện học hành và phải tạm nghỉ học. Sau này cô được nhận vào làm ở một trung tâm y tế cộng đồng địa phương, nơi bác sĩ Yoon Kye Sang đang làm việc và nảy sinh tình cảm đơn phương với anh. Cuối phim, cô nghỉ việc ở trung tâm y tế và trúng tuyển vào một công ty với mức lương cao. Về sau cô là vợ bác sĩ Lee Juck
- Julien Kang

Anh là một giáo viên tiếng Anh bản địa tại trường trung học mà cô Park Ha Sun đang dạy học. Vì Ha Sun bị lừa trong lúc đi tìm nhà nên Julien phải ở tạm nhà Ji Won. Anh nói thông thạo tiếng Hàn Quốc và là một đầu bếp tuyệt vời, anh biết làm rất nhiều món ăn ngon của Hàn Quốc mặc dù anh là người Mỹ. Về sau anh hẹn hò với cô giáo park Ji sun

## Trường học
- Park Ji Sun

Cô là giáo viên tiếng Anh tại trường trung học mà Park Ha Sun đang giảng dạy. Cô luôn nghĩ rằng thầy giáo Julien và cô Park Ha Sun sống chung với nhau. Cô bị dị ứng với ánh nắng của mặt trời. Vì tính tình vô duyên của mình nên cô không có bạn trai và luôn nổi cáu mỗi khi đến dịp Giáng sinh hay Lễ tình nhân. Về sau cô và thầy Julien hẹn hò với nhau.
- Yoon Gun

Anh là một giáo viên dạy nhạc tại trường trung học mà Park Ha Sun đang giảng dạy. Anh rất ít nói, nhưng là người rất có năng khiếu trong âm nhạc. Anh luôn luôn ngồi ở trên cửa sổ trong phòng giáo viên. Cuối phim anh đã nghỉ dạy ở trường để theo đuổi sự nghiệp ca sĩ, ở cuối phim anh có ra mắt MV.
- Hong Soon Chang

Phó hiệu trưởng của trường trung học mà Park Ha Sun đang giảng dạy. Trong cả ba phần phim, ông đều là phó hiệu trưởng của trường trung học. Ông thường hay nói câu: "Good, good, good."

## Các diễn viên khác
- Kang Seung Yoon

Là bạn thân nhất của Jong Suk. Anh gặp gia đình Ahn Nae Sang khi họ đang chạy trốn chủ nợ. Anh tin rằng Trái Đất là hình vuông, và ước muốn của anh là trở thành tổng thống Hàn Quốc. Anh trở thành người bạn tốt nhất Jong Suk khi anh đã cứu anh ta từ một vụ tai nạn xe hơi. Cô Yoon Yoo Sun hay gọi anh là "đồ không bình thường" vì suy nghĩ của anh rất khác với suy nghĩ của người thường và có những hành động kì lạ. Tập cuối hình như anh đã là Tổng Thống.
- Go Young-wook

Người thuê nhà ở ký túc xá nghiên cứu tương tự như Jin Hee. Anh đang chuẩn bị cho kỳ thi tuyển công chức. Anh thường cãi vã với Jin-hee. Vì anh đã cứu Ha Sun khi cô ngã xuống sông nên cô miễn cưỡng hẹn hò với anh. Anh rất thích cô, nhưng cô lại chỉ coi anh là một người bạn. Cô bị áp lực vào hẹn hò với anh bởi một số người xung quanh cô. Anh xuất hiện từ đầu đến tập 62 và sau đó xuất hiện lần cuối ở tập 117.
- Lee Juck

Câu chuyện( bộ phim này)được kể lại từ một cuốn tiểu thuyết ông viết trong tương lai. Ông là bác sĩ trưởng của một phẫu thuật đại trực tràng phòng khám. Ông là tiền bối của Kye Sang và là đồng nghiệp cấp cao của bệnh viện cho đến khi Kye-sang nghỉ việc để cung cấp dịch vụ của mình cho người nghèo và thiếu thốn. Ở cuối tập 121 khi xem nhạc kịch vs jin-hee, ông quyết định nghỉ cái công việc mà ông cho là nhàm chán của mình để viết tiểu thuyết(bộ phim này).

## Cốt truyện của bộ phim
Giống như hai phần trước, bộ phim không phải là sự tiếp nối. Nội dung phim không liên quan tới hai phần trước.
Câu chuyện được kể bởi Lee Juck. Đó là vào năm 2011 và ông đã phát hành một cuốn tiểu thuyết bán chạy nhất được gọi là "High kick!: Sự trả thù của đôi chân ngắn". Cuốn sách kể về câu chuyện giữa hai gia đình nhà Ahn Nae Sang và Kim Ji Won.
Bộ phim bắt đầu khi đối tác kinh doanh của Nae Sang đã quỵt tiền của ông và chạy khỏi đất nước. Và chủ nợ của ông đã đến công ty của ông đòi số tiền đó, ông đã chạy trốn và tìm vợ con của mình (vợ ông đang ở một tiệm mát xa, con trai của ông đang thi đấu khúc côn cầu trên sân băng và con gái của ông vừa mới về nước từ Los Angeles). Chỉ trong một đêm, gia đình Ahn đã rơi từ thiên đường xuống địa ngục khi công ty phá sản.
Khi không tìm được chỗ nào để gia đình sống và trở thành người vô gia cư thì Yoon Yoo Sun đã gọi em trai của mình là Yoon Kye Sang cho gia đình của cô Yoon Yoo Sun sống tạm ở nhà em trai.

## Phát sóng

### Tại Việt Nam
- Kênh HTV2: phim đã được phát sóng lúc 19 giờ từ thứ Hai đến thứ Sáu hàng tuần, từ 24/1/2013.[1]
- Kênh DRT1 (Đà Nẵng 1): phim đã phát sóng từ ngày 20/5/2013, từ thứ 2 đến thứ 7 hàng tuần trên kênh DRT1 vào lúc 20 giờ.
- Kênh HTVC Gia đình: phim bắt đầu phát sóng từ ngày 7/9/2013[2] lúc 19h45 các ngày trong tuần và phát lại vào lúc 13h00 hôm sau.
- Kênh HTV2: phim bắt đầu phát sóng từ ngày 9/9/2013 lúc 14h00 các ngày trong tuần.
- Kênh Giải Trí TV: phim phát sóng lúc 19h00 hàng ngày & 10h30 ngày hôm sau.
- Kênh HTV3 phát sóng vào 2 tháng 12 năm 2014 lúc 22:00 Thứ hai - Thứ năm

### Tại Singapore
Kênh U: phim bắt đầu phát sóng vào lúc 5 giờ chiều, tức 16 giờ tại Việt Nam từ thứ hai đến thứ sáu từ 6/8/2012.
Gói Dip Family StarHub TV bán bộ phim này với giá 45 đô la từ 7/1/2013, không bao gồm tiếng Trung, Anh và Mã Lai.

## Phiên bản Việt Nam
Phim được Dien Quan Media mua bản quyền kịch bản để Việt hóa và bắt đầu phát sóng trên kênh HTV7 lúc 19h55 từ thứ 2 đến thứ 5 từ ngày 18 tháng 5 năm 2020. Tuy nhiên, khác với hai phần trước, ở phần này nội dung phim được làm mới hoàn toàn, không liên quan đến phiên bản gốc của Hàn Quốc.